# Simon Carlson
Simon Christian Carlson, född 18 november 1899 i Gothem, Gotlands län, död 18 juni 1983 i Visby, var en svensk rektor.

## Biografi
Carlson var son till folkskolläraren Victor Carlson och Maria Jakobsson. Han tog folkskollärarexamen 1928 och var folkskollärare i Visby 1928. Carlson var rektor vid Visby yrkesskola från 1957. Han var styrelseledamot i DBV:s sparbank 1955 samt vice ordförande och kassör i Stiftelsen Solgårdar 1962. Carlson var ledamot av stadsfullmäktige 1943–1951, drätselkammaren 1940–1951, kyrkvärd och ledamot av kyrkorådet samt var ordförande i Sällskapet DBW 1958.
Carlson gifte sig 1930 med barnavårdskonsulent Kerstin Rydholm (1903–2000), dotter till kontraktsprost Oskar Rydholm och Signe Kellgren. Han var far till Rolf (född 1931) och Margaretha (född 1939). Carlson hade fem syskon, varav Rudolf Carlson och Viktor Carlson var två. Makarna Carlson är begravda på Norra kyrkogården i Visby.